# Sint-Jan Baptistkerk (Anzegem)

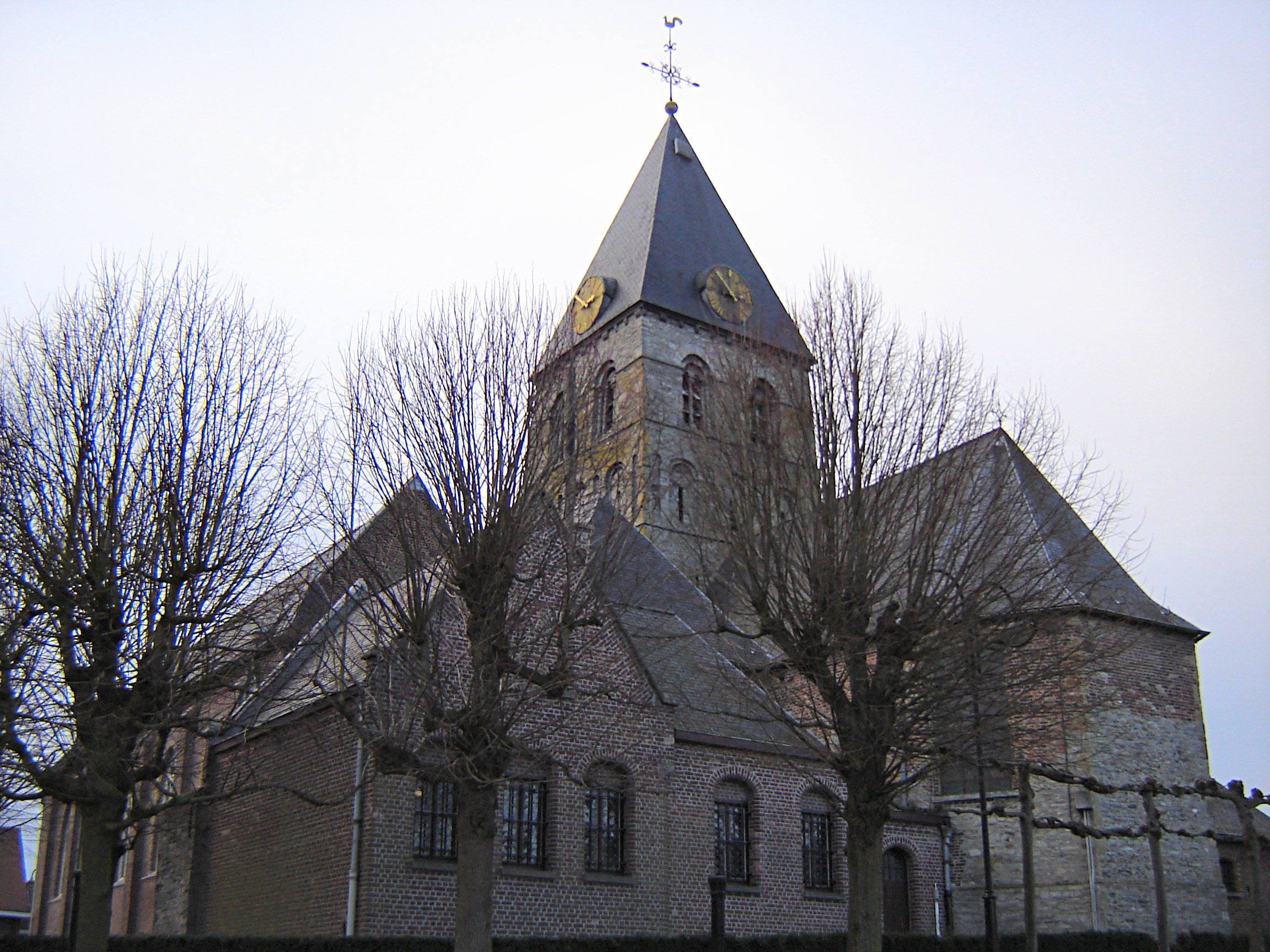
Sint-Jan Baptistkerk, situatie voor de brand

De Sint-Jan Baptistkerk is de parochiekerk van de West-Vlaamse plaats Anzegem, gelegen aan het Dorpsplein.

## Geschiedenis
Omstreeks 1300 werd een driebeukige romaanse kruiskerk met vieringtoren gebouwd, waarbij Doornikse steen werd toegepast. In 1684-1686 werd het koor vervangen. In 1828 werd het romaanse schip afgebroken en vervangen door een nieuw, groter, driebeukig schip. De vieringtoren, opgaand metselwerk van de transeptarmen en een deel van het koor van 1686 bleven bewaard. Architect was Louis Albert Vuylsteke.
De kerk werd tijdens de Eerste Wereldoorlog zwaar beschadigd. De kerk werd hersteld in 1921 en 1926. Hierbij werden de beuken onder afzonderlijke daken gebracht.
Op 17 oktober 2014 werd de kerk door brand verwoest . In 2020 werd de toren gerestaureerd . Het schip zal ook worden herbouwd, maar krijgt een andere functie.

## Gebouw
Het betreft een driebeukige hallenkerk met romaanse vieringtoren. Deze toren heeft drie geledingen.

## Situatie in 2025

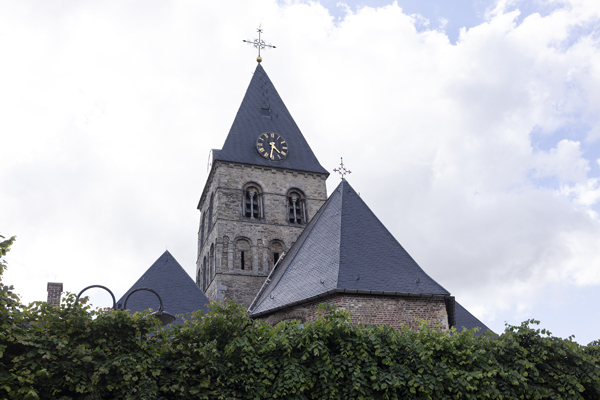
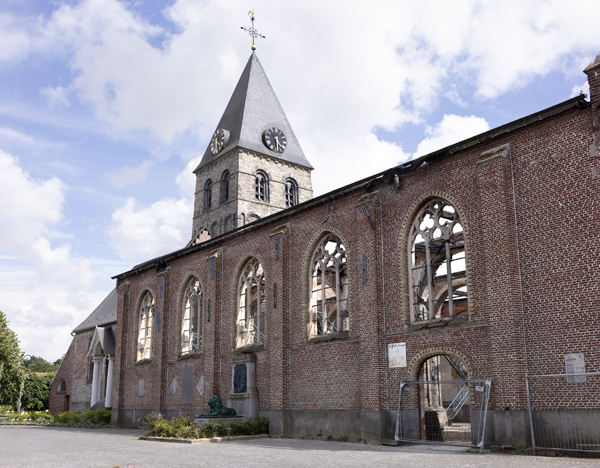
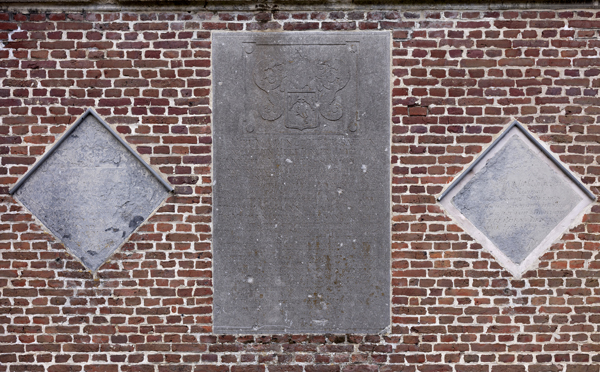
Grafplaten
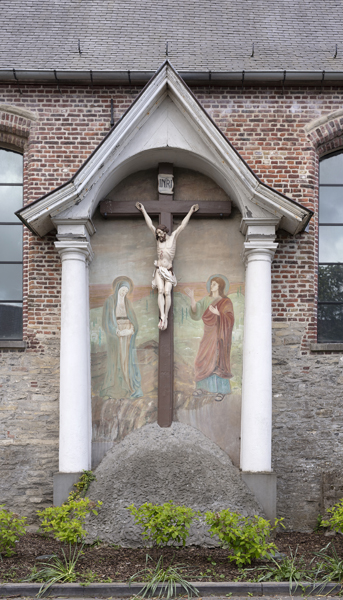
Calvarie

1. 1 2